# Mishnahebreiska
Mishnahebreiskan är den form av det hebreiska språket som utvecklades från bibelhebreiskan efter det första romersk-judiska kriget. Språket kan delas upp i två kategorier: den huvudsakliga mishnahebreiskan (även kallad tannaisk hebreiska, tidig rabbinsk hebreiska eller mishnahebreiska I) som var ett talspråk, och den senare amoraiska hebreiskan (även kallad sen rabbinsk hebreiska eller mishnahebreiska II) som endast var ett litterärt språk. 
Mishnahebreiskan är en av ättlingarna till bibelhebreiskan som användes för att skriva den största delen av Mishnaskriften som publicerades omkring år 200, Talmudskriften Tosefta, en del av Dödahavsrullarna och andra samtida dokument. Mishnahebreiskan användes som talspråk huvudsakligen från det första till det femte århundradet och utvecklades under inflytandet av talad arameiska.

## Fonologi
Ett karaktärsdrag som skiljer bibel- och mishnahebreiskan åt är mishnahebreiskans spirantisering av vissa konsonanter (b, g, d, p, t, k), vilket är ett gemensamt karaktärsdrag med arameiskan. Slutgiltiga /m/ byts ofta ut mot /n/ i Mishnan (se Bava Kama 1:4, "מועדין") och ibland förväxlas även gutturala konsonanter, speciellt ʾaleph (א) and ʿayin (ע). Detta kan vara ett tecken på att de uttalades likadant i mishnahebreiskan.

## Morfologi
Mishnahebreiskan påvisar flera förändringar jämfört med bibelhebreiskan. Vissa men inte alla har behållits i modern hebreiska. Mishnahebreiskan byter oftast ut bibelhebreiskan konstruktform med של 'av' och saknar "waw-consecutive" för tempusböjningar. Dåtid uttrycks genom användande av samma form som i modern hebreiska, t.ex. (Pirke Avot 1:1): "משה קיבל תורה מסיני". ("Moses fick Toran från Sinai"), Kontinuerligt förflutet uttrycks genom användandet av nutidsform till skillnad från bibelhebreiskan, men har behållits i modern hebreiska, t.ex. (Pirke Avot 1:2): "הוא היה אומר" ("Han brukade säga"). Framtid kan uttryckas genom användandet av עתיד + infinitiv, t.ex. (Pirke Avot 3:1): "ולפני מי אתה עתיד ליתן דין וחשבון".